# Cypripedium irapeanum
Cypripedium irapeanum é uma espécie de orquídea terrestre, família Orchidaceae, que habita do México a Honduras.